# 周之元
周之元（16世紀—17世紀），字貞生，號玉立，江西南康府星子縣人，明朝作家。

## 生平
周之元個性剛直，崇尚節義，鄉人均稱他孝友，是崇禎六年（1633年）癸酉科江西鄉試舉人，中舉後父親去世，哀痛得過度消瘦，異母弟無後，他為弟買妾生得一子，然而該子不久夭折，亦依禮下葬。沁水人竇復儼欠下數百兩債務，他代對方償還，後對方任南康府推官，他卻絕不以此干以私利，不久竇復儼在任內去世，他贈與金錢給其子以扶柩回鄉，甲申之變後寫下誄詞十六章《梅花賦》、《白雪吟》，並著有《小樓集》百篇，五十歲去世。

## 引用
1. 1 2  同治《星子縣志·卷十·人物志上》：周之元，字貞生，號玉立，應嶽之子，性直亮節義，鄉黨以孝友稱，崇禎癸酉鄉薦，父沒哀毀幾絕，有異母弟無嗣，為買妾舉一子復夭，葬之如禮，晉陽竇復儼困京師，為稱貸數百金，竇貧弗能償，遂代之償，及竇官南康司理，絕不走干投牘，竇卒於官，又厚遺其子扶櫬歸，甲申著誄詞十六章《梅花賦》、《白雪吟》，著《小樓集》百篇，年五十卒，榻後有聲如雷，移頃乃止。